# Верхнее Атыково
Ве́рхнее А́тыково (чув. Ҫӑл Атӑк) — деревня в Батыревском районе Чувашской Республики России. Входит в состав Шаймурзинского сельского поселения.

## География
Расстояние до Чебоксар 156 км, до районного центра — села Батырево — 22 км, до железнодорожной станции 76 км. 

## История
Основана переселенцами из селений, находившихся на месте нынешнего города Мариинский Посад. Это произошло в 1637 году. В документе того времени говорится, что три семьи, прибывшие на новое место, дворы поставили и на городьбу лес заготовили, и всякое домашнее строение завели, и землю вспахали, и хлеб ржаного две десятины, да ячменю десятину посеяли, но жизнь переселенцев вскоре была нарушена. Тархан А. Охтеев «с товарищи» выбил этих крестьян с освоенного места. Только после долгой тяжбы переселенцам удалось вернуться на освоенную землю.
Как видно из Памятной книги Симбирской губернии на 1868 год, в Верхнем Атыкове было 26 дворов, где проживало 78 мужчин и 85 женщин. Через 43 года число дворов удвоилось (стало 64), проживало 202 мужчины и 168 женщин.
Был организован колхоз «Авангард» 13 января 1930 г. из 8 хозяйств. Колхоз существовал до конца 1940-х до объединения его с соседним колхозом им. Ленина. В 1960-х он был переименован в колхоз «Знамя».

## Население
| 2010 | 2012 |
| ---- | ---- |
| 336  | ↗404 |